# Balthasar Brusch
Balthasar Brusch (* 24. Juni 1512 in Eger, Böhmen; † 4. April 1589 ebenda) war ein Buchbinder und Buchhändler sowie Verfasser einer Chronik der Stadt Eger (Cheb) und der Egerer Familie der Bruschen.

## Leben
Balthasar Brusch, der Sohn des Schuhmachers Thomas Peisser (1486–1551) und dessen Ehefrau Magdalena Bragner, war ursprünglich Schuhmachermeister. Er erhielt in der Lutherstadt Wittenberg eine Ausbildung zum Buchbinder und wurde nach seiner Rückkehr in seine Geburtsstadt Eger in Böhmen Inhaber einer Buchbinderei, einer Buchhandlung und war Initiator von Festspielen mit religiösen Themen. Er begann eine Chronik etlicher alten und neuen Geschichten mit Ereignissen von 1134 bis 1622 und in Eger passierten. Dieses ist eine Familienchronik (Genealogie) der Bruschen und wird im Archiv der Stadt Cheb aufbewahrt.

## Familie
Balthasar Brusch hatte aus der zweiten Ehe mit Anna Sackh (1532–1590) aus Plauen acht Kinder, von denen zwei Söhne (Abraham und Esaias Brusch) die Familienchronik des Vaters niederschrieben. Balthasar Brusch war Vetter des Humanisten Kaspar Brusch.